# Parafia Najświętszej Maryi Panny Częstochowskiej w Glasgow
Parafia katedralna pw. Najświętszej Maryi Panny Częstochowskiej w Glasgow – parafia polskokatolicka prawnie działająca na terenie Szkocji w Zjednoczonym Królestwie Wielkiej Brytanii, zarejestrowana pod numerem SC594408. Msze św. w języku polskim są sprawowane Ad orientem w zwyczajnej formie rytu rzymskiego

## Historia

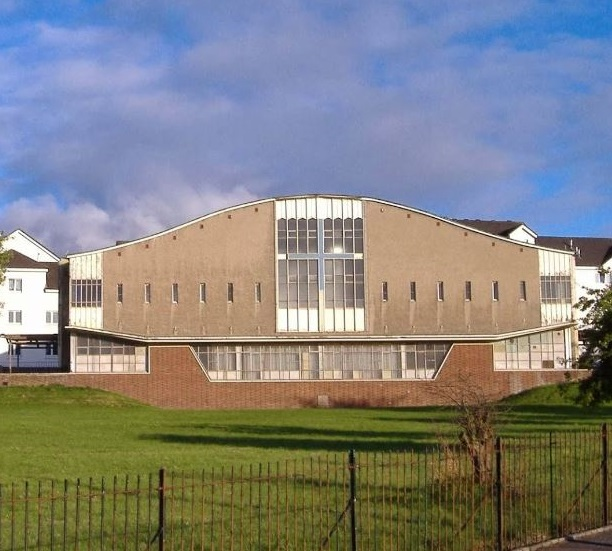
Pierwszy budynek parafii

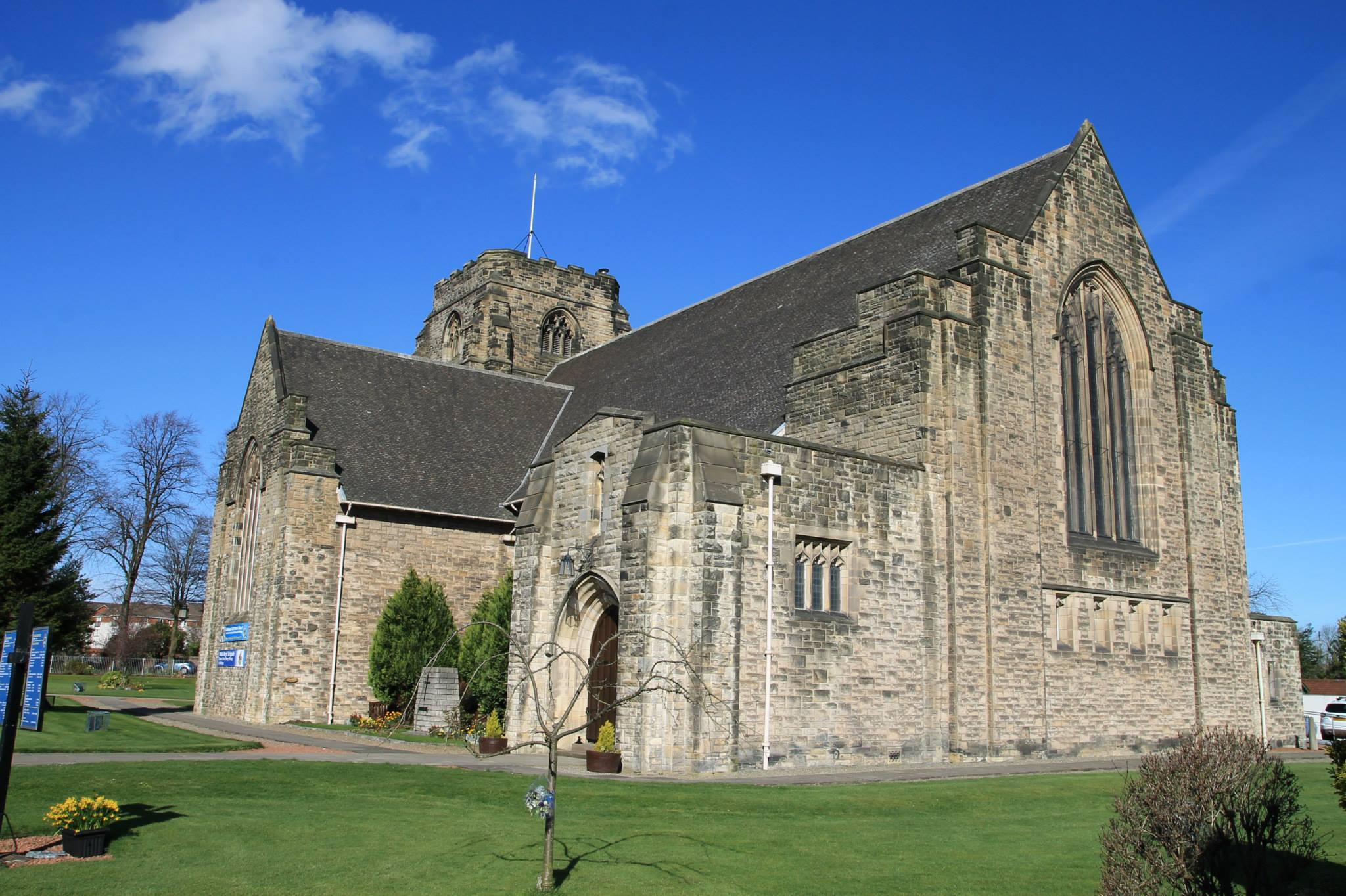
Siedziba parafii w latach 2015-2017

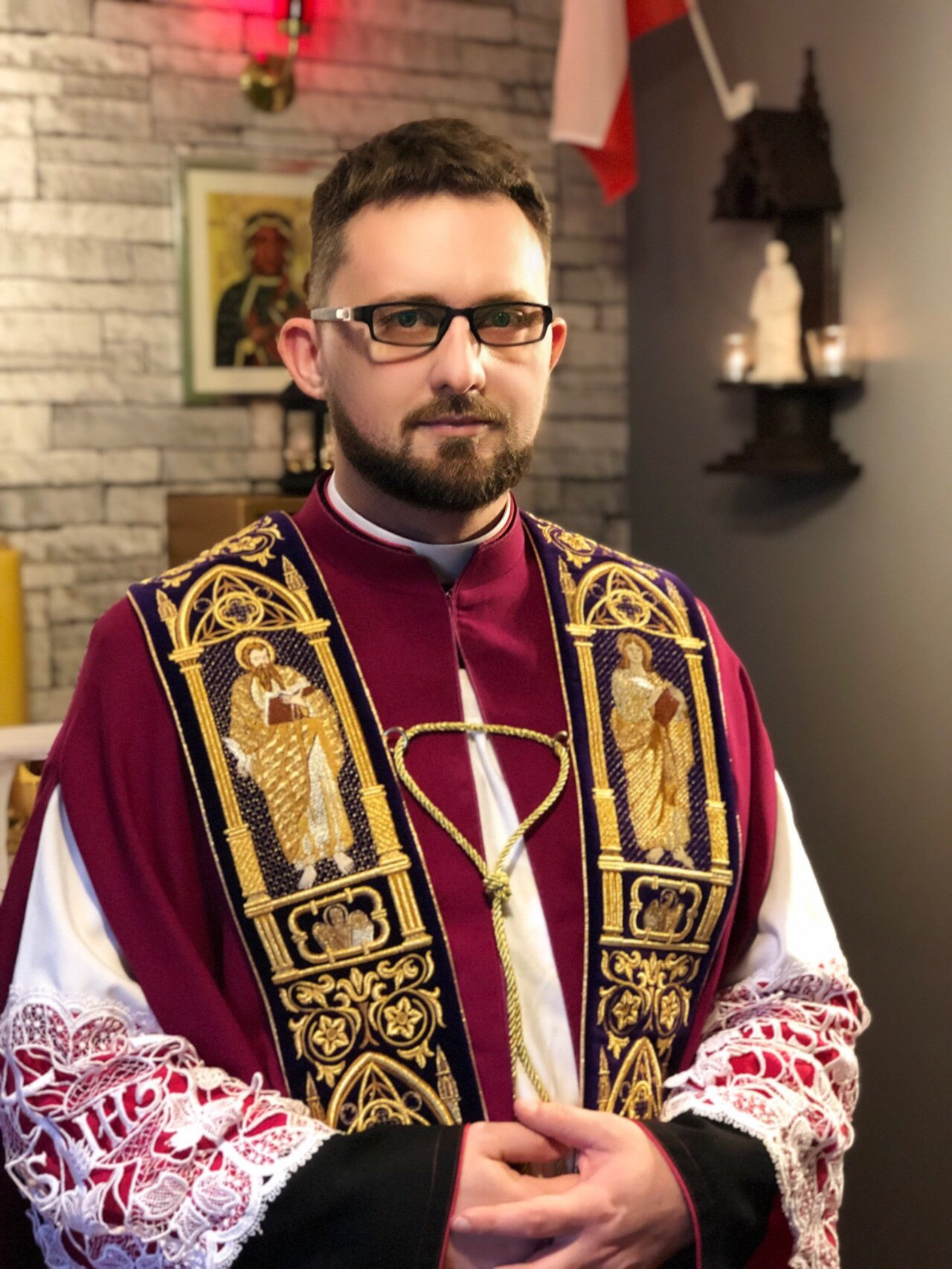
ks. Maksymilian MacAulay, pierwszy proboszcz parafii.

Parafia Najświętszej Maryi Panny Częstochowskiej w Glasgow została erygowana 2 lutego 2015 przez abpa Reed-Kramera. Tego dnia ksiądz MacAulay przyjął z rąk biskupa Halla święcenia w stopniu prezbitera, a także został zainstalowany jako proboszcz parafii. Parafia od dnia erygowania mieściła się w kościele Castlemilk Parish Church w Glasgow. Po siedmiu miesiącach działalności została przeniesiona do kościoła Cathcart Old Parish Church. W tym czasie parafia podlegała jurysdykcji Kościoła Starokatolickiego w Rzeczypospolitej Polskiej za zgodą ks. bpa Marka Kordzika. W dniu 3 czerwca 2016 roku parafia rozpoczęła działalność pod jurysdykcją Katolickiego Kościoła Narodowego w Polsce.
W grudniu 2017 roku, parafia powołała do istnienia Departament Polskokatolicyzmu dla Szkocji (ang. Department of Polish-Catholicism for Scotland Ltd) zarejestrowany pod numerem SC500395. Departament miał za zadanie promowanie polskokatolicyzmu na ziemiach szkockich, a w szczególności polskiej kultury i religijności. Departament zakończył swoją działalność 13 marca 2015 roku.
We wrześniu 2016 roku parafia została przeniesiona na stałe do jednego z kościołów na Pollokshields, gdzie w pełni może wykonywać wszystkie katolickie czynności liturgiczne. W listopadzie 2017 roku proboszcz parafii ks. MacAulay nawiązał współpracę ze Szkockim Kościołem Episkopalnym, którego zwierzchnik Diecezji Glasgow i Galloway bp Gregory Duncan regularnie odwiedza parafię w jej ważnych wydarzeniach.
W marcu 2018 roku Rada Parafii podjęła uchwałę o utworzeniu Kościoła Polskokatolickiego na terenie Wielkiej Brytanii, która została zarejestrowana pod numerem SC594199 w dniu 12 kwietnia 2018 r. i objęła swoją jurysdykcją parafię.

## Kaplica

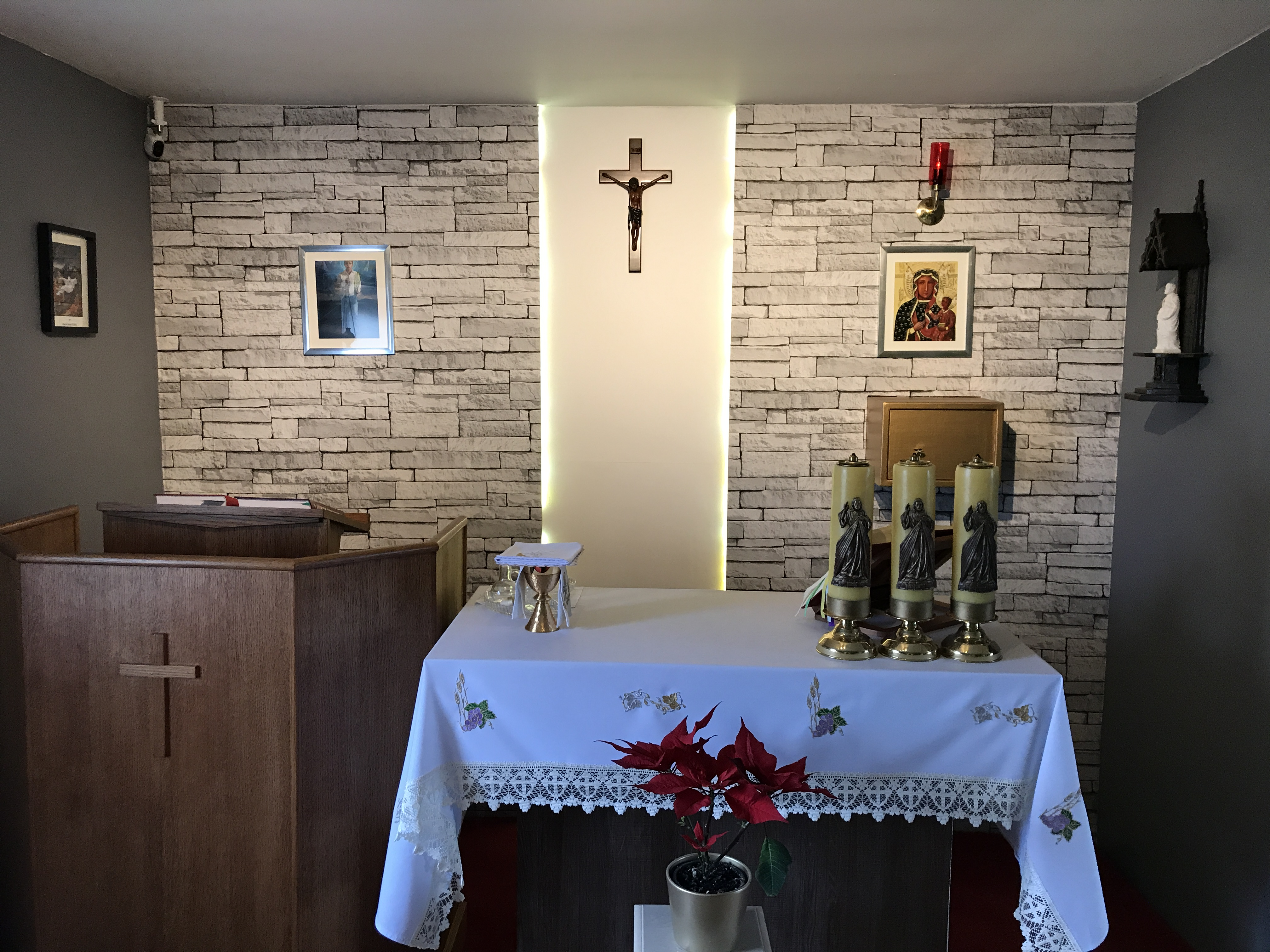
Kaplica

Na terenie parafii znajduje się kaplica pw. Józefa Sánchez del Río w Glasgow. Kaplica mieści się na plebanii. Celebruje się w niej msze św. w języku polskim, w zwyczajnej formie rytu rzymskiego od poniedziałku do soboty o godz. 10:00.

## Rada Duszpasterska
Parafia posiada Radę Duszpasterską stanowiącą ciało doradcze, które pod kierownictwem proboszcza parafii pomaga wyłącznie w działalności duszpasterskiej. Aktualnie Rada składa się z 11 osób (proboszcz i dziesięć osób świeckich).